# Lucienne N'Da
Lucienne N'Da, född 6 juli 1965, är en friidrottare från Elfenbenskusten. Hon deltog vid olympiska sommarspelen 1988 och olympiska sommarspelen 1992.